# Nicholas Nelson
Nicholas Anthoney Nelson (Kingston, Jamaica, 22 de noviembre de 1998) es un futbolista jamaicano. Se desempeña como extremo derecho y juega en el Mount Pleasant F. A. de la Liga Premier Nacional de Jamaica.

## Trayectoria
Debutaría en el fútbol profesional con el Rivoli United F. C. de Jamaica. También cuenta con un recorrido en equipos de la Liga Premier Nacional de Jamaica y la Western Confederation Super League siendo estas la primera y segunda división del respectivo país. El 16 de julio de 2022 sería presentado por el Xelajú M. C. de la Liga Nacional de Guatemala esto después de que el talentoso delantero demostrará sus condiciones en la gira de partidos amistosos que el Xelajú M. C. tuvo en Estados Unidos frente al Águila de El Salvador y el DC United de la Major League Soccer.

## Clubes
| Club                 | País      | Año       |
| -------------------- | --------- | --------- |
| Rivoli United F. C.  | Jamaica   | 2015-2016 |
| Waterhouse F. C.     | Jamaica   | 2016-2017 |
| Molynes United F. C. | Jamaica   | 2017-2019 |
| Cavalier S. C.       | Jamaica   | 2019-2022 |
| Molynes United F. C. | Jamaica   | 2019-2022 |
| Xelajú M. C.         | Guatemala | 2022-     |